# Cartouche à broche
Dans une cartouche à broche ou cartouche Lefaucheux, la base de la douille inclut la capsule d'ignition ou amorce. Le fulminate de mercure dans celle-ci est mis à feu par une courte tige de métal, la broche, saillant à l'angle droit, assez longue pour sortir du contour du canon ou barillet. Pour la mise à feu de la cartouche, le chien frappe verticalement cette broche.

## Histoire

Cartouches à broche en calibre 15 mm, 12 mm, 9 mm, 7 mm, 5 mm, et 2 mm. Description affichée sur la page du fichier.

La cartouche à broche fut inventée par Casimir Lefaucheux vers 1828. Brevetée en 1835, elle apparut d'abord comme une munition pour des fusils de chasse à double canon se chargeant par la culasse. Au début, elle était composée d'une courte douille au fond d'un tube en carton, le tout ressemblant à une cartouche de chasse à grenaille moderne.

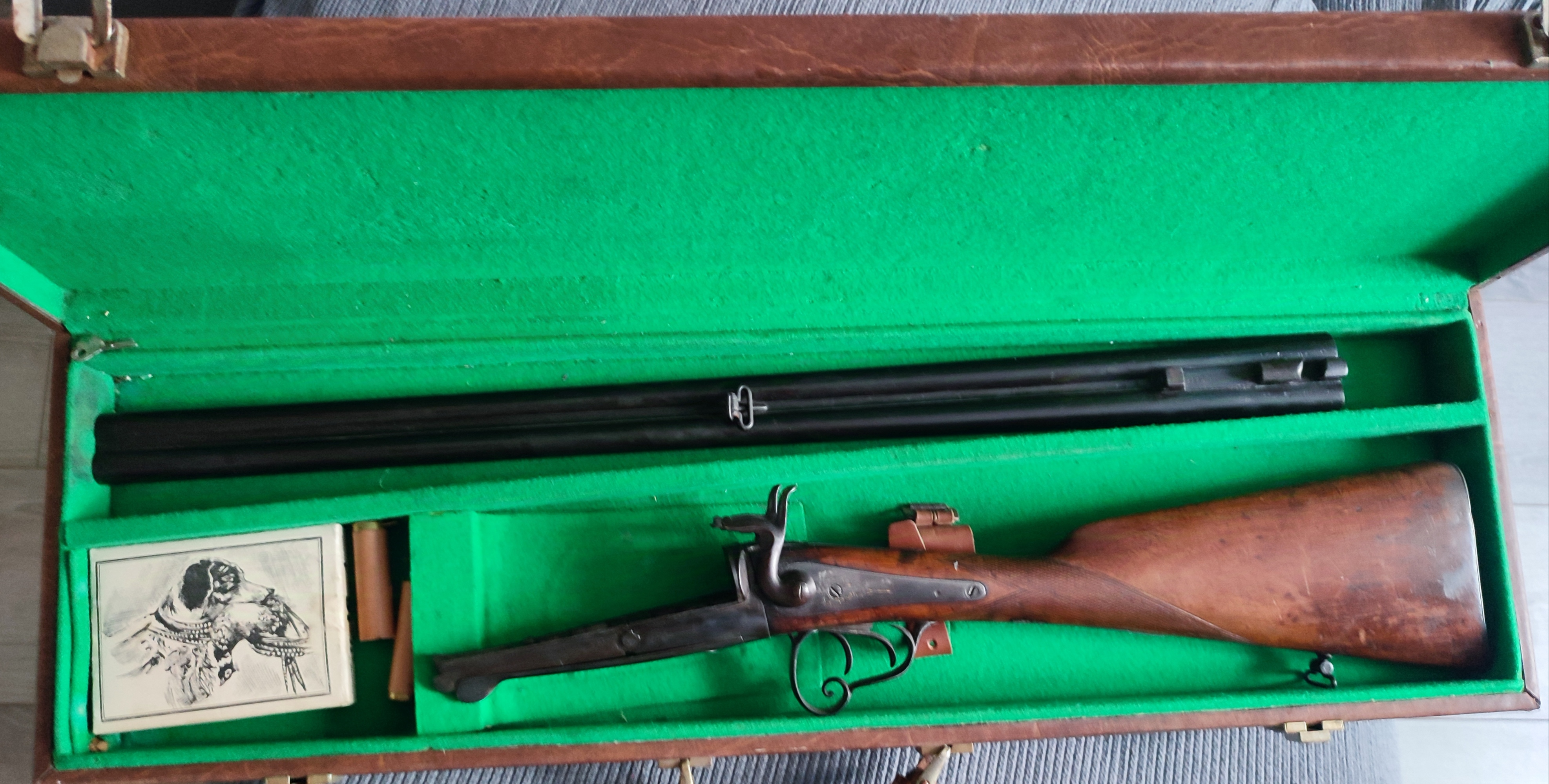
fusil à broche de type lefaucheux démonté dans sa caisse

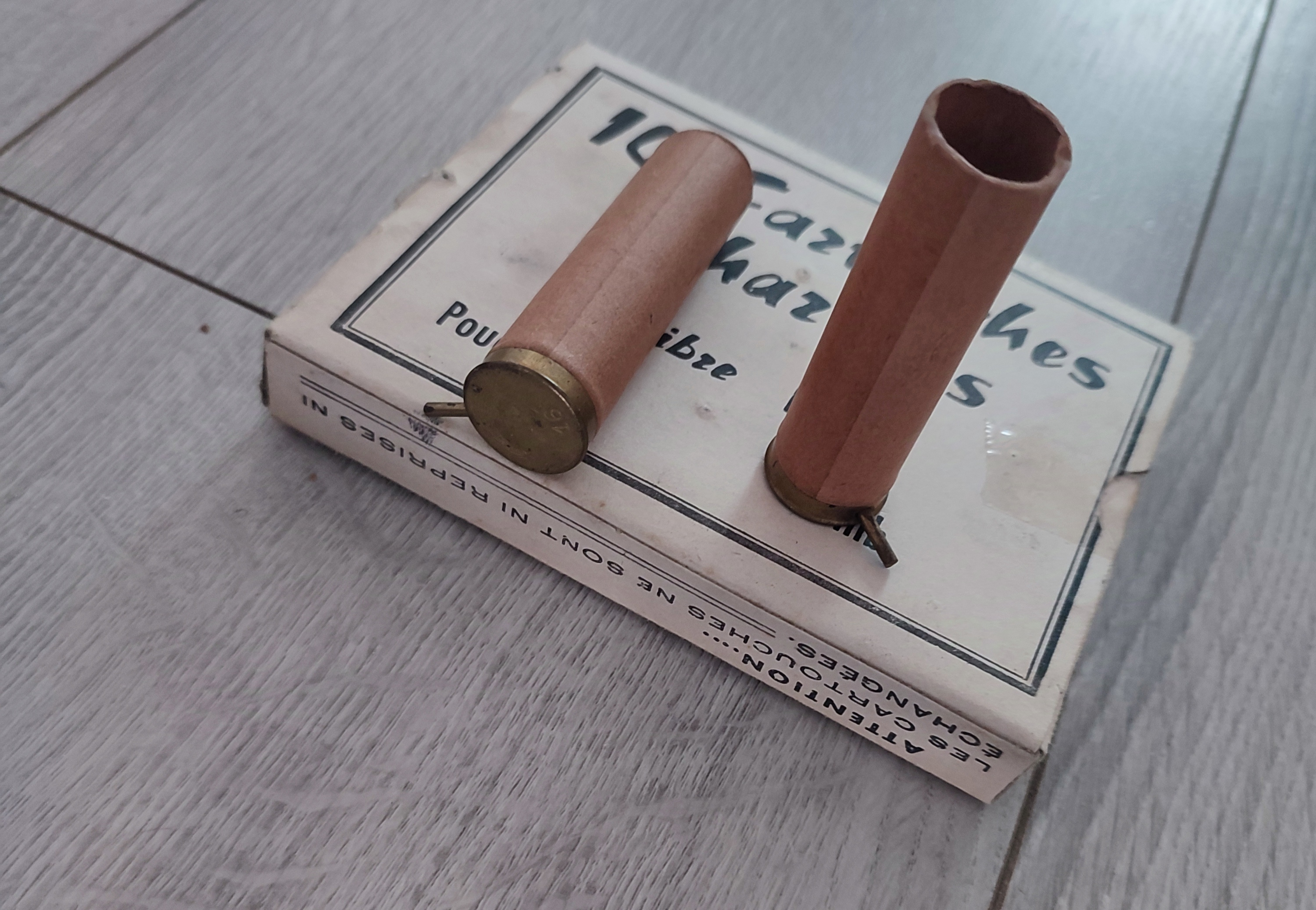
cartouches à broche de calibre 16 pour la chasse

À la Great Exhibition au Crystal Palace à Londres en 1851, Casimir Lefaucheux exposa sa première arme de poing à broche, une poivrière (pepper-box) pourvue de cartouches avec des douilles entièrement en cuivre.
Trois ans plus tard, Eugène, le fils de Casimir Lefaucheux, breveta l’emploi de cette cartouche pour des revolvers ordinaires, plus faciles et plus rapides à charger que les revolvers à percussion.

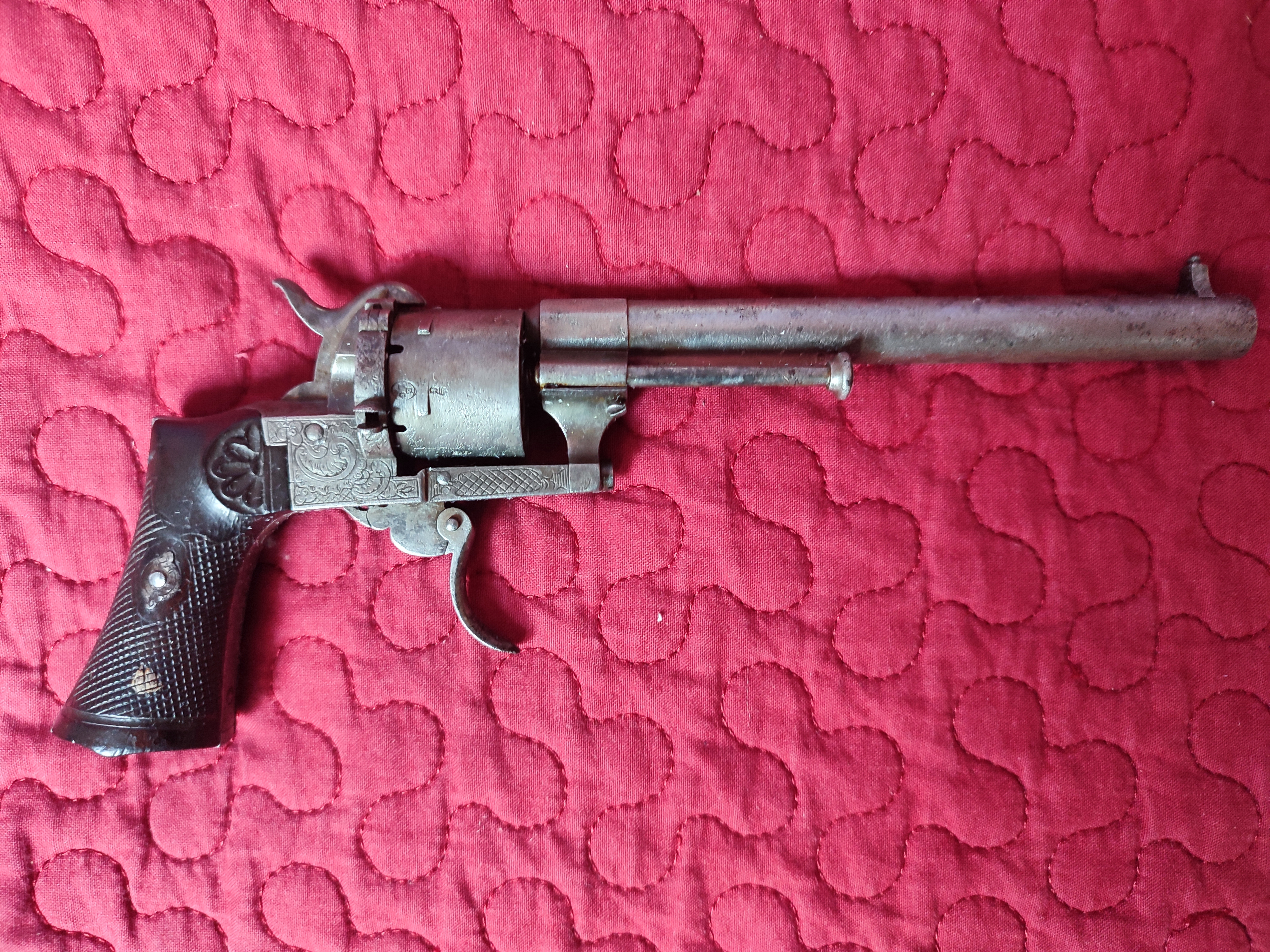
revolver lefaucheux de 7mm à broche côté droit

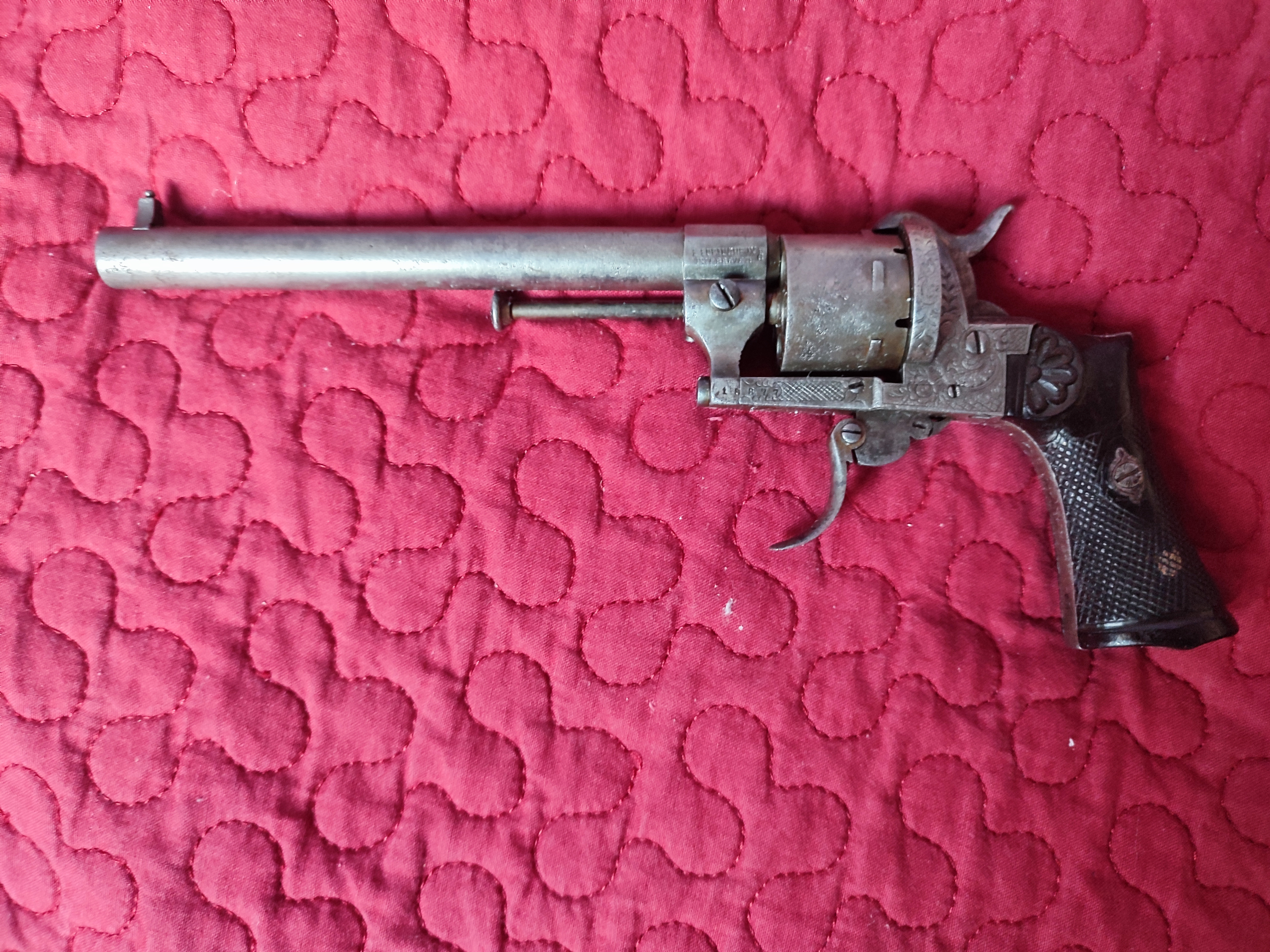
revolver Lefaucheux de 7mm à broche côté gauche

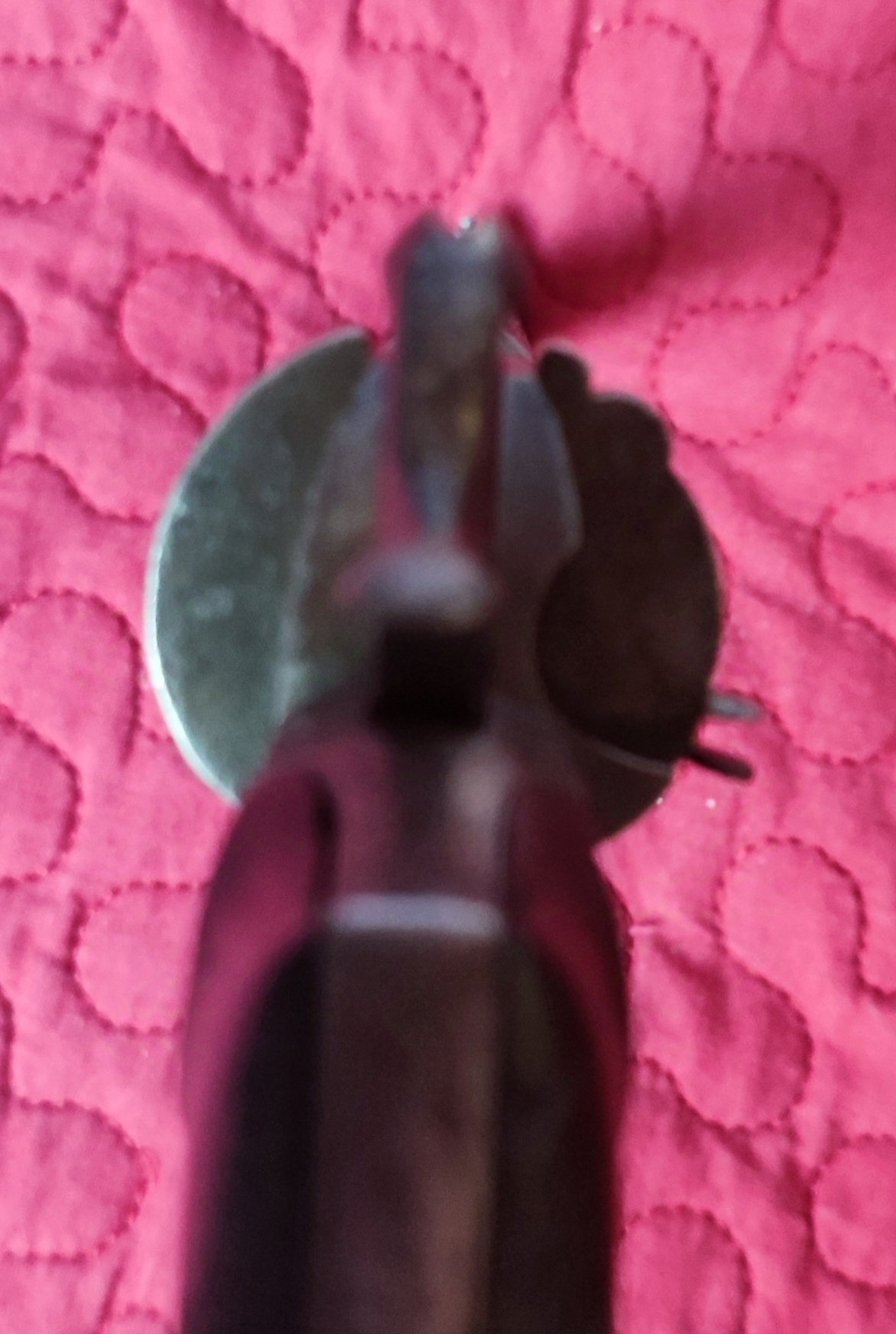
organe de visé revolver Lefaucheux

La consécration de Eugène Lefaucheux viendra quand la marine impériale dit la royale décide de sélectionner le 16 septembre 1854, le revolver modèle 1854 en calibre 12mm à broche, pour une batterie de teste face aux revolvers Colt et Adams à  percussion. Bien que les revolvers à percussions soient plus puissants que le 12mm à broche, la révolution de la cartouche à broche pour charger et décharger rapidement en toute sécurité, et l'isolation de la cartouche face aux airs salins des mers permis que le revolver modèle 1854 soit officiellement adopté le 8 mai 1858. Lefaucheux se chargera d'abord d'une petite commande et de certaines pièces spécifiques avant que les manufactures impériales prennent définitivement en charge la réalisation de revolver modèle 1854-1858 avec des modifications mineures, versant des royalties à Eugène Lefaucheux,.
Eugène Lefaucheux face au succès colossal de son revolver après l'adoption de la marine française, doit céder des licences de production afin de pouvoir assurer les commandes de l'Espagne, l'Italie, la Norvège et la Belgique.
Avec le développement des cartouches à percussion annulaire et cartouches à percussion centrale, la cartouche à broche était condamnée à disparaître. La broche représentait un danger car un choc accidentel risquait l’explosion de celle-ci, ou, logée dans l’arme, un tir intempestif. De plus, son concept ne permettait pas l’utilisation dans des armes à répétition automatiques.

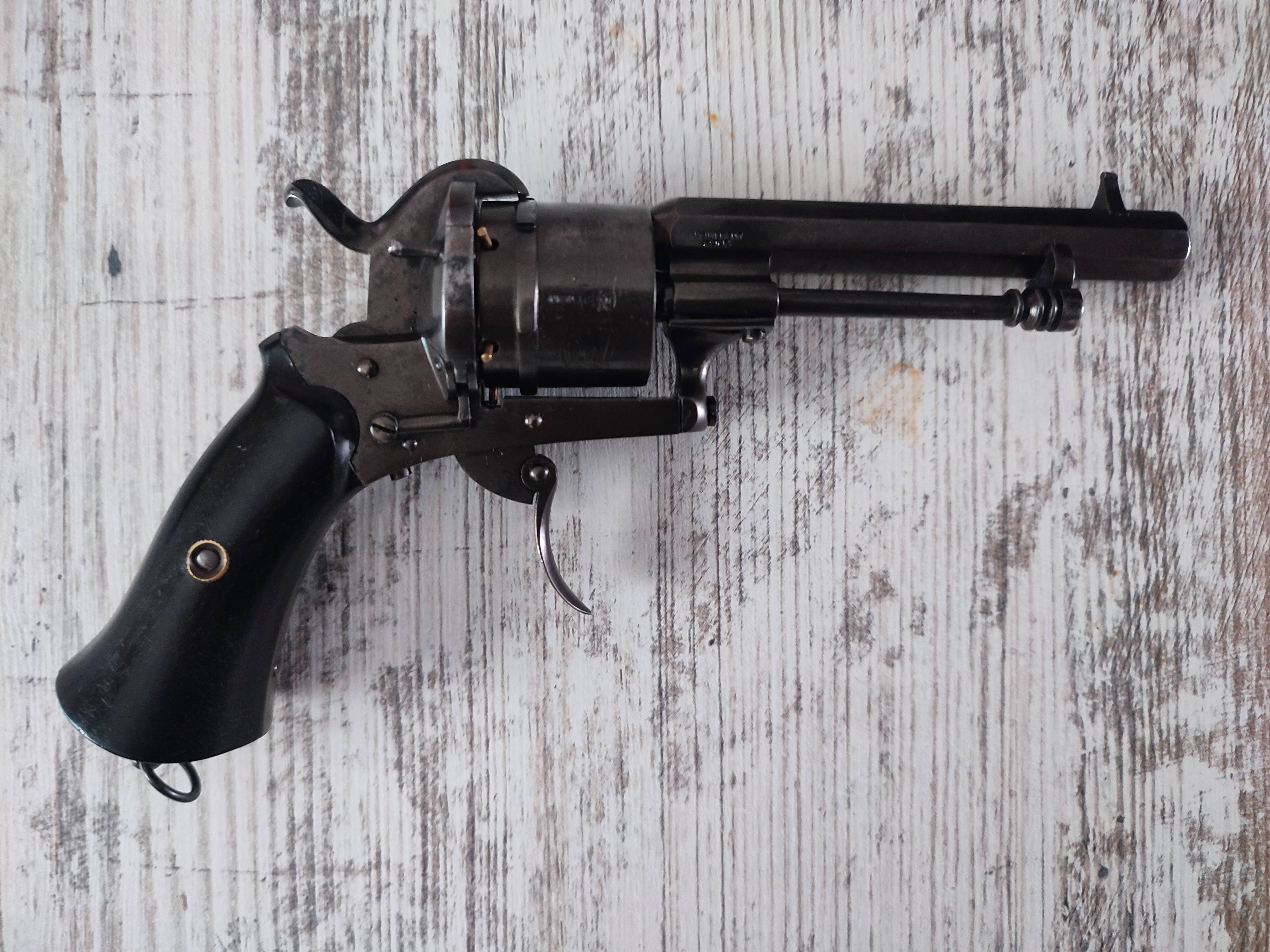
revolver à broche tardif, produit par St-Etienne avec renfort de baguette ejectrice

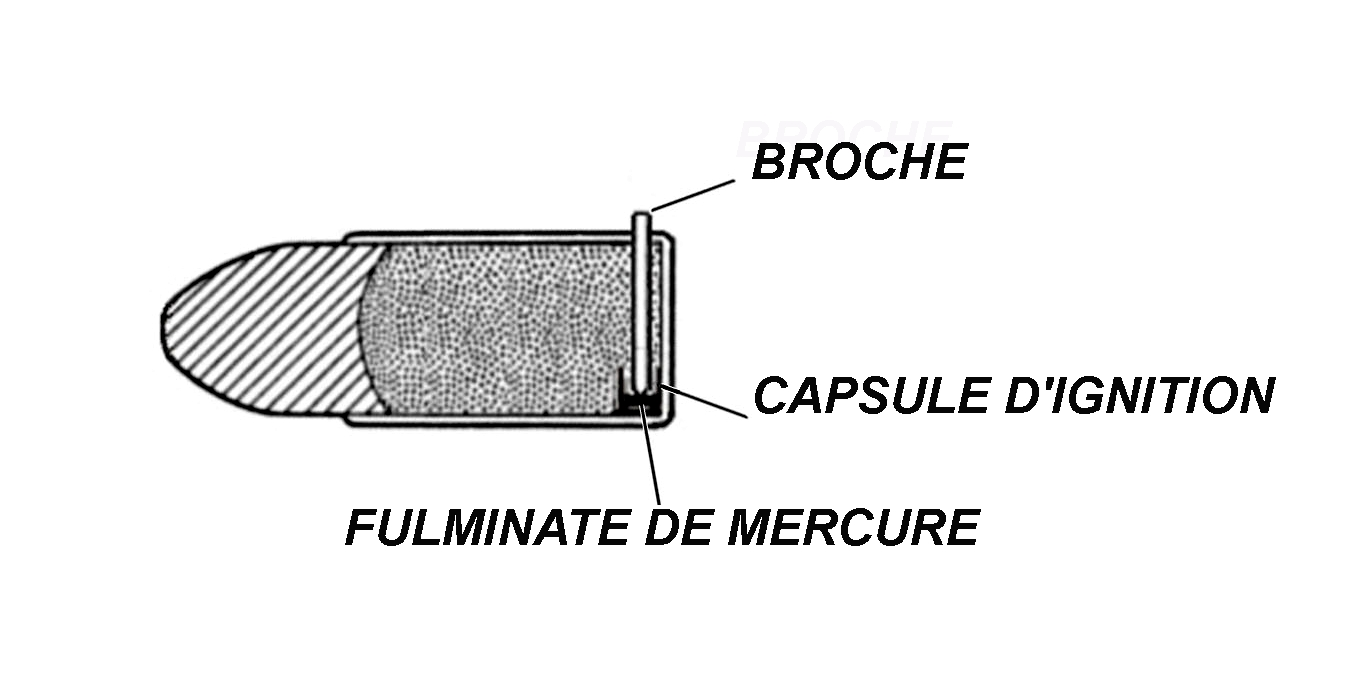
Cartouche à broche
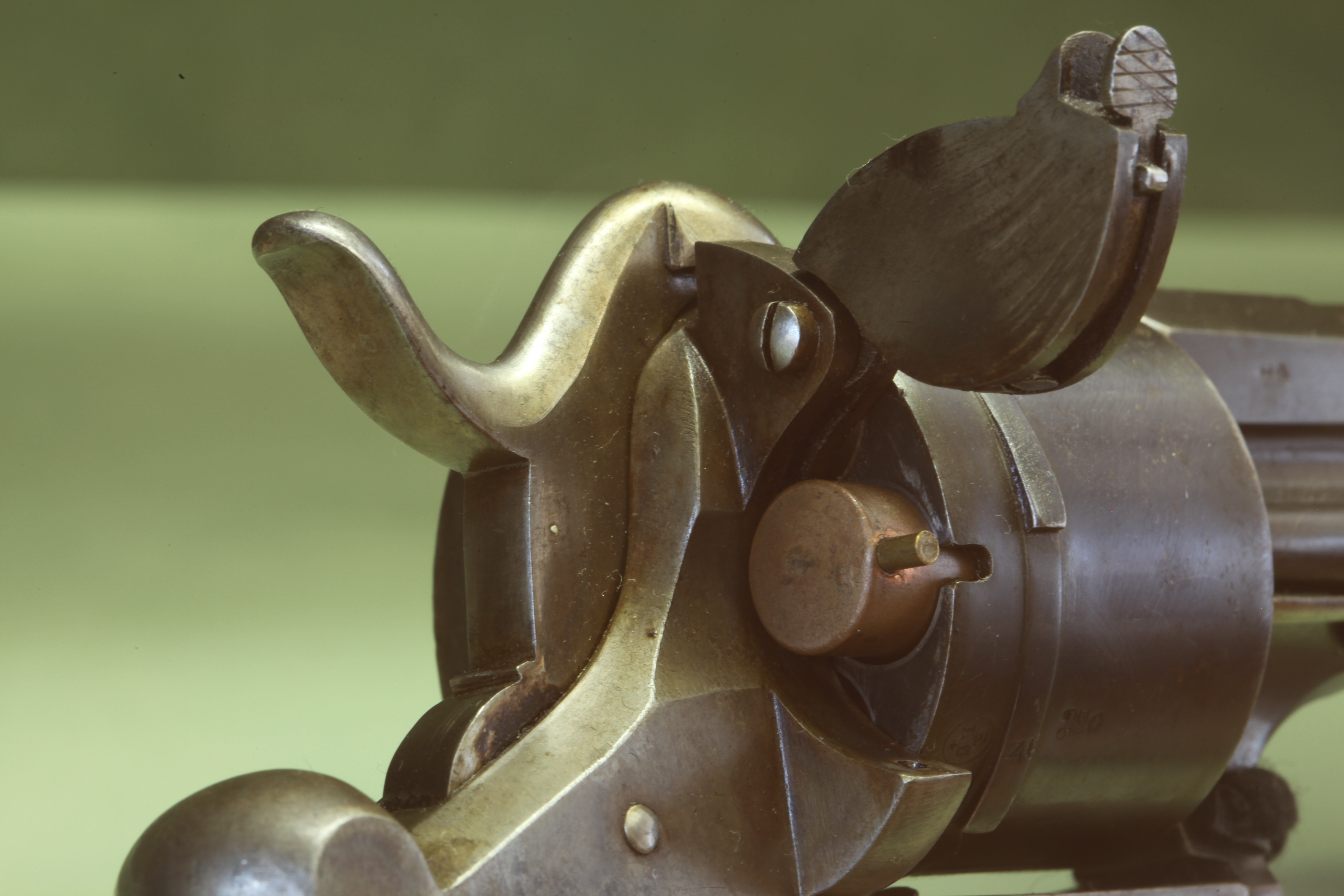
Revolver Lefaucheux M1858 chargé avec une cartouche à broche

Le 10 juillet 1873, Paul Verlaine tire 2 fois sur Arthur Rimbaud avec un revolver de type Lefaucheux de 7mm à broche, une ogive se logera au-dessus de l’articulation du poignet de Rimbaud.
Le 27 décembre 1882, Léon Gambetta se blesse accidentellement avec un revolver à broche de 7mm en le manipulant, la balle a traversé sa main et son avant bras. À la suite de cette blessure celui-ci meurt des complications le 31 décembre 1882 même si aucun facteur ne peut lier directement le revolver à sa mort. Le revolver est conservé au musée de l'armée à Paris sous la désignation revolver dit de Gambetta 

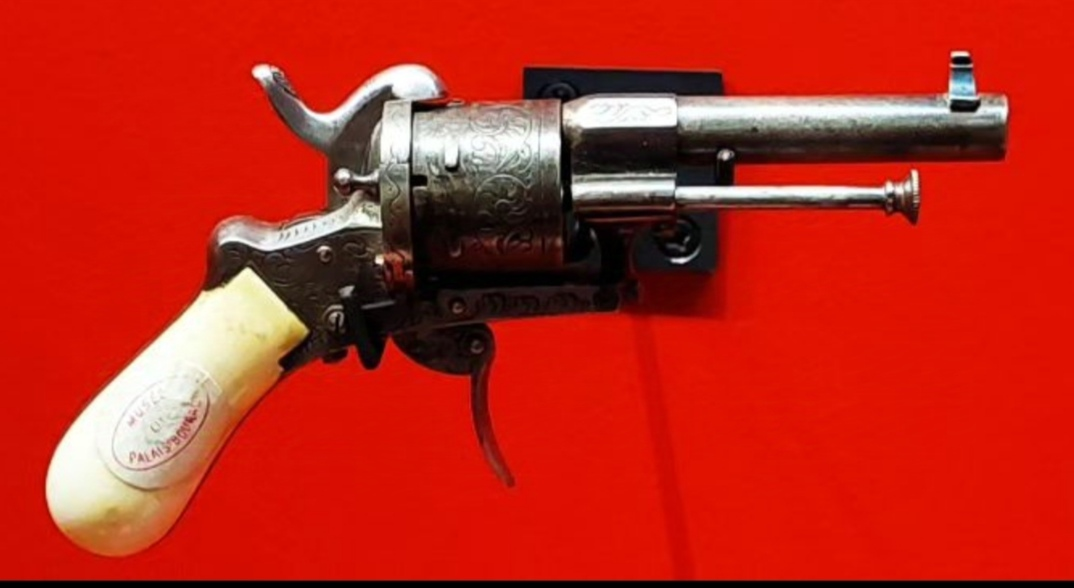
revolver dit de Gambetta - musée de l'armée

Le 27 juillet 1890, Vincent Van Gogh se suicide avec un revolver de type Lefaucheux de 7mm à broche. Il se tire une balle à bout portant dans le thorax, égare le revolver et meurt de ses blessures 2 jours plus tard.
En 1957 dans le cycle des souvenirs d'enfance, Marcel Pagnol décrit avec précision et des anecdotes sur le fusil de chasse à broche de type Lefaucheux dans La Gloire de mon père. Ce même type de fusil apparaît dans le film adapté du roman en 1990, réalisé par Yves Robert.

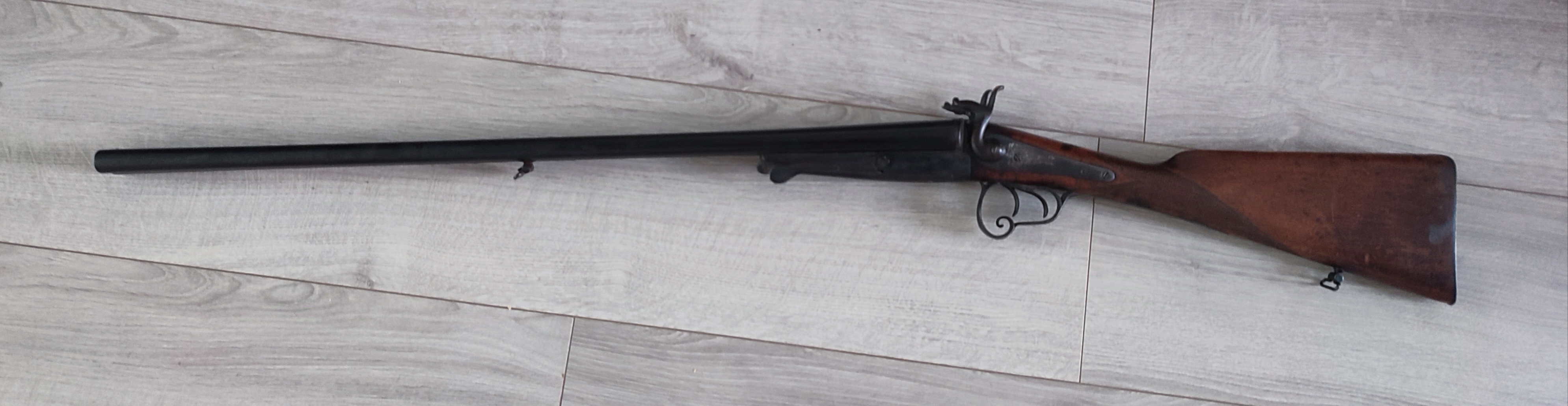
fusil de chasse juxtaposé de type lefaucheux, fabriqué à st-etinne de calibre 16

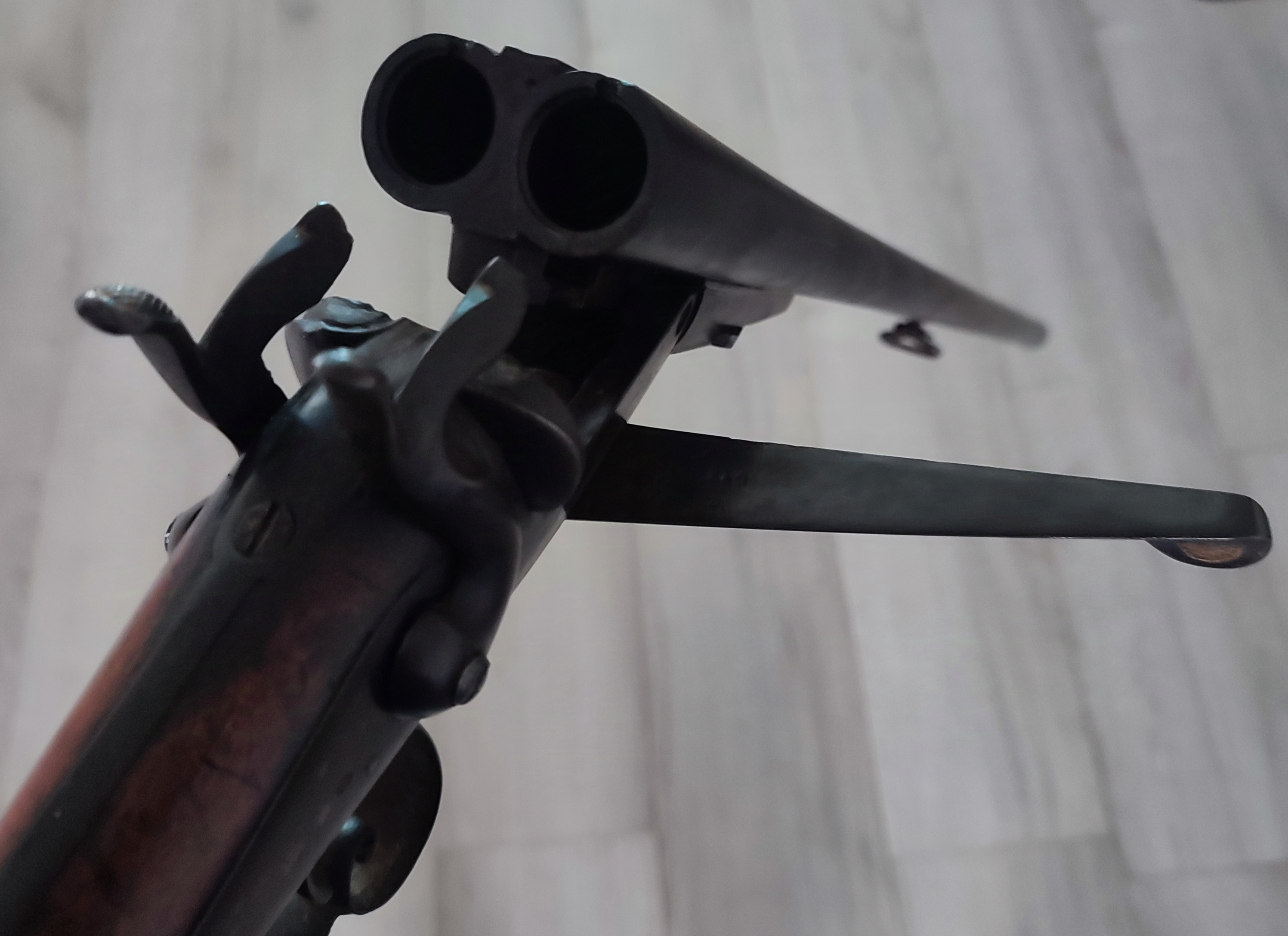
clé d'ouverture et basculement du fusil afin d'être charger par la culasse

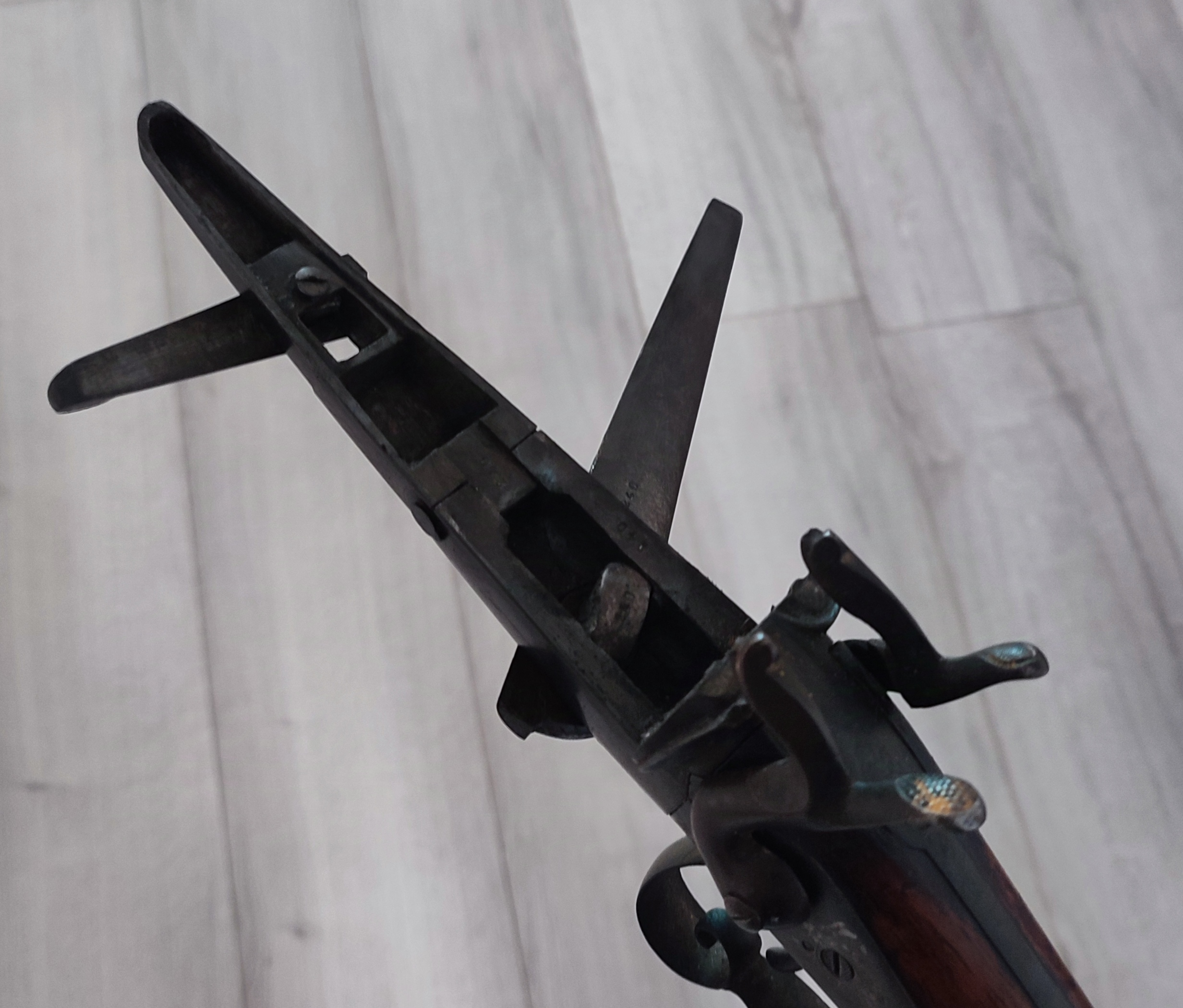
clé d'ouverture et clé d'assemblage d'un fusil de type lefaucheux